# Franz Hessel
Pour les articles homonymes, voir Hessel.
Franz Hessel, né le 21 novembre 1880 à Stettin et mort le 6 janvier 1941 à Sanary-sur-Mer, est un écrivain, traducteur et lecteur de maison d'édition allemand. Franz Hessel est le fils d'un banquier juif berlinois. Il a un frère, l'historien Alfred Hessel (de) (1877-1939). De son mariage avec Helen Grund, naîtront deux enfants, Ulrich (1914-2003), et Stéphane Hessel (1917-2013). Il est l'auteur de nombreux poèmes, volumes de proses et romans, bien souvent construits autour d'expérience réelles, racontées à la première personne par le narrateur.

## Biographie
Ses parents, Fanny et Heinrich Hessel, s'installent à Berlin en 1880, et rejoignent l’église luthérienne. En 1900, lorsque le père de Franz Hessel meurt, il laisse une grande fortune, permettant à son fils de mener une vie insouciante à Munich et à Paris. En 1901, il intègre l'université Louis-et-Maximilien de Munich, où il publie notamment quelques poèmes.
De 1906 jusqu'à peu de temps avant la Première Guerre mondiale, Hessel vit à Paris, où il fréquente les milieux artistiques de Montparnasse, en particulier le célèbre café du Dôme, où les artistes étrangers se rencontrent. C’est à cette époque qu’il rencontre le marchand d’art et écrivain français Henri-Pierre Roché et la jeune peintre allemande Helen Grund, qu’il épouse en 1913. Après la guerre, la famille s’installe dans la villa Heimat à la périphérie de Schäftlarn, au sud de Munich. En 1920, alors que son mariage est déjà brisé, il publie le roman Romance à Paris (ou Romance parisienne), dans lequel il relate ses années passées à Paris et la rencontre avec celle qui deviendra son épouse.
Dans les années 1920, Hessel vit à Berlin et travaille comme éditeur chez Rowohlt Verlag. En plus de son travail d'écriture, il traduit des œuvres de Giacomo Casanova, Stendhal, Honoré de Balzac et réalise notamment avec Walter Benjamin une traduction de trois volumes d'À la recherche du temps perdu de Marcel Proust. Avec l’éditeur Paul Mayer et le propriétaire de la maison d’édition Ernst Rowohlt, Hessel préside tous les trimestres ses soirées d’auteurs auxquelles participent les plus grands écrivains de l’époque.
Il devient l’un des premiers représentants allemands du concept baudelairien de la flânerie, et en 1929, il publie un recueil d’essais sur ce thème consacré à son Berlin natal, Spazieren in Berlin,. Dans sa critique littéraire parue la même année, Walter Benjamin décrit le recueil comme « un écho des histoires que la ville a racontées [à Hessel] depuis qu’il est enfant, un livre parfaitement épique, un processus de mémorisation tout en se promenant, un livre pour lequel la mémoire n’agit pas comme la source, mais comme la muse. » En conclusion, Benjamin écrit : « Si un Berlinois est prêt à explorer sa ville pour d’autres trésors que les publicités au néon, il finira par aimer ce livre. »
L'œuvre de Hessel a en grande partie sombré dans l'oubli durant le XXe siècle, à cause de sa stigmatisation par le national-socialisme, en tant qu'auteur de confession juive. C'est seulement dans les années 1980 qu'elle fut redécouverte, notamment à travers l'évocation du ménage à trois que l'auteur avait mené avec son épouse Helen Grund et Henri-Pierre Roché, qui a raconté cette histoire dans son roman Jules et Jim (1953), devenu célèbre à travers l'adaptation cinématographique qu'en fit François Truffaut.

### Exil, internements et mort en France

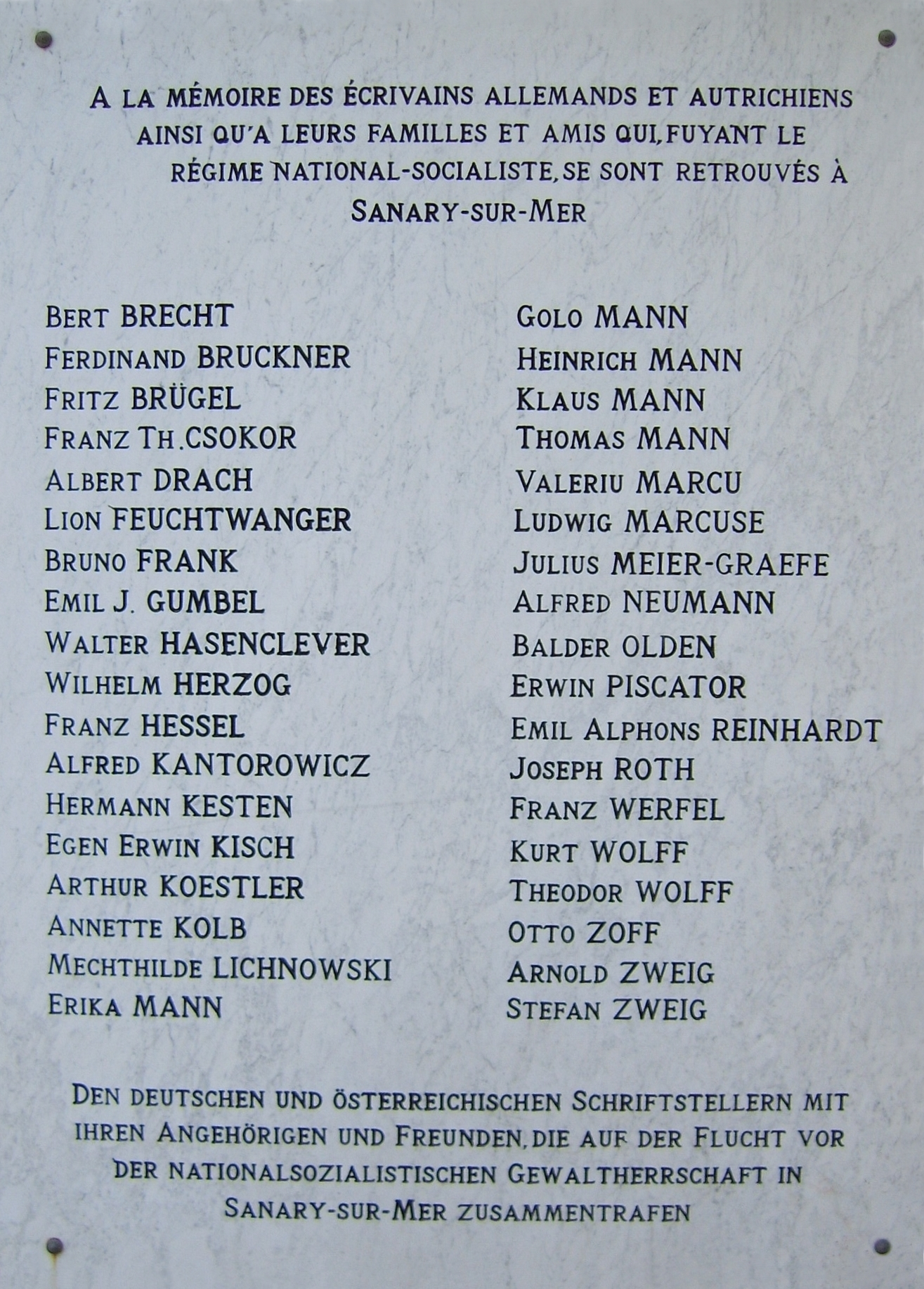
Plaque commémorative pour les exilés allemands et autrichiens de Sanary.

En octobre 1938, Franz Hessel et sa famille fuient les persécutions nazies et se réfugient à Paris, où ils vivront jusqu'en avril 1940. Craignant l’avancée des envahisseurs allemands, ils s'installent à Sanary-sur-Mer, village de la Côte d'Azur où sont réfugiés des intellectuels et artistes allemands depuis 1933. Franz Hessel est interné une première fois en septembre 1939 au camp de Colombes parce qu'il est citoyen allemand. Libéré grâce à l'intervention de Gabriële Buffet-Picabia, il est à nouveau interné en mai 1940 avec son fils Ulrich, et de nombreux autres émigrés comme Lion Feuchtwanger, au camp des Milles, près d'Aix-en-Provence, d'où il est libéré grâce aux démarches de sa femme. La famille se retrouve pour Noël à Sanary-sur-Mer, mais ayant subi un AVC dont il ne se remet pas et souffrant de dysenterie, Franz Hessel s'y éteint le 6 janvier 1941 et il est enterré au cimetière de Sanary. Helen, Ulrich et Stéphane assistent à l'enterrement en compagnie d'amis intellectuels et d'artistes exilés comme les peintres Erich Klossowski et Anton Räderscheidt, ou encore les écrivains Hans Siemsen (de) et Alfred Kantorowicz.

## Œuvre
- Sämtliche Werke (Œuvres complètes), I, II, III, IV & V, Oldenburg, 1999

### Romans
- Der Kramladen des Glücks (Le bric à brac du bonheur), 1913
- Pariser Romanze (La romance de Paris), 1920
- Heimliches Berlin (Berlin secret), 1927

### Essais
- Von den Irrtümern der Liebenden (Des erreurs des amoureux), 1922
- Sieben Dialogue (Sept dialogues), 1923
- Teigwaren Leicht gefärbt (Pâtes légèrement colorées), 1926
- Nachfeier (Lendemain de fête), 1929
- Spazieren in Berlin (Promenades dans Berlin), 1929
- Marlene - Ein Porträt, 1931, essai sur la personne derrière la vedette Marlène Dietrich
- Ermunterungen zum Genuss (Exhortation au plaisir), 1933
- Promenades dans Berlin, préface de Stéphane Hessel, éditions de L'Herne, 2012

### Poésie
- Die Witwe von Ephesos (La Veuve d'Ephèse), 1925, poème dramatique

### Traductions aux éditionsRowohlt
- Mémoires de Casanova (avec Ignaz Ježower (de))
- Stendhal
- Charles Baudelaire
- Marcel Proust (avec Walter Benjamin)
- Yvette Guilbert
- Marcel Arland
- Julien Green
- Jules Romains
- Albert Cohen

### Œuvre traduite en français
- Marlène - Un portrait, Éditions du Félin, octobre 1997  (ISBN 2-86645-281-X)